# Braunschweig-klassen
Braunschweig-klassen (også kaldet Type K130) er Tysklands nye korvet. Deutsche Marine har bygget disse til at, på sigt, erstatte missilfartøjerne af Gepard-klassen. Skibene er bygget med stealth teknologi, så de giver mindst muligt udslag på radar samt en minimal akustisk samt termisk signatur, hvilket gør det sværere at detektere. Braunschweig-klassen er bygget med en en helipad der er stor nok til at mellemstore helikoptere såsom NHI NH90 kan lande, men hangaren der forefindes på skibene er for lille til at kunne huse en almindelig helikopter. Den kan derimod holde 2 af den tyske flådes nye små UAV, Camcopter S-100.
Braunschweig-klassen indgår i den tyske 1. Flotille (Einsatzflotille 1) hvor den udgør 1. Korveteskadre (1. Korvettengeschwader) med base i Marinestützpunkt Warnemünde.

## Fejl og mangler
Skibenes nyudviklede letvægtsgear har vist sig at være svært fejlbehæftede. Indtil den Schweiziske underleverandør (MAAG fra Winterthur), der er ansvarlig for gearingen får afhjulpet de problemer der har vist sig efter kommandohejsningen på de to første korvetter i klassen, vil den tyske flåde ikke tage imod de tre resterende skibe. De, og de to der allerede er modtaget af flåden, ligger langs kaj indtil problemerne er løst. Klassen var forventet indgået i aktiv tjeneste mellem maj 2007 og februar 2009, men forventes nu først fuldt operativ i løbet af 2013.
I 2011 godkendte den tyske flåde de to leverede enheder F260 Braunschweig og F261 Magdeburg til operativ brug. Den tredje enhed, F263 Oldenburg, modtog den tyske flåde den 21. januar 2013 - cirka 6 år efter den blev søsat. Endnu en enhed hejste kommando den 28. februar 2013 og den 21. marts 2013 fulgte den sidste enhed, dermed er alle enhederne nu operative efter års forsinkelser.

## Skibe i klassen
| Pnt. | Navn                  | Kølen lagt         | Søsat              | Indgået            | Skæbne     | Kaldesignal |
| ---- | --------------------- | ------------------ | ------------------ | ------------------ | ---------- | ----------- |
| F260 | Braunschweig          | 3. december 2003   | 19. april 2006     | 16. april 2008     | I tjeneste | DRBA        |
| F261 | Magdeburg             | 19. maj 20005      | 6. september 2006  | 22. september 2008 | I tjeneste | DRBB        |
| F262 | Erfurt                | 22. september 2005 | 29. marts 2007     | 28. februar 2013   | I tjeneste | DRBC        |
| F263 | Oldenburg             | 19. januar 2006    | 28. juni 2007      | 21. januar 2013    | I tjeneste | DRBD        |
| F264 | Ludwigshafen am Rhein | 14. april 2006     | 26. september 2007 | 21. marts 2013     | I tjeneste | DRBE        |

Augsburg

## Galleri
- Braunschweig-klassen

## Eksterne links
- Wikimedia Commons har flere filer relateret til Braunschweig-klassen
- Deutsche Marine: Braunschweig-klassen (tysk)
- Schnellbooot.net: Braunschweig-klassen Arkiveret 2. april 2009 hos  Wayback Machine (tysk)
- Deutsches Maritimes Kompetenz Netz Arkiveret 28. september 2007 hos  Wayback Machine (tysk)
- Freundeskreis Schnellboote Korvetten Arkiveret 12. juli 2013 hos  Wayback Machine (tysk)